# Carl F. Kauffeld
Carl Frederick Kauffeld (* 17. April 1911 in Philadelphia, Pennsylvania; † 10. Juli 1974 in Staten Island, New York City) war ein US-amerikanischer Herpetologe. Sein Interessensschwerpunkt waren die Klapperschlangen.

## Leben
Kauffelds Leidenschaft für Reptilien begann im Alter von 9 Jahren, nachdem er sich mit dem Werk Reptilie Book von Raymond L. Ditmars vertraut gemacht hatte. Als Highschool-Student arbeitete er als Ehrenamtlicher in der entomologischen Abteilung der Academy of Natural Sciences und im Reptilienhaus des Philadelphia Zoo. Nach dem Abschluss der High School (1929) und der Vorbereitungsschule für das College (1930) war er von 1930 bis 1936 Mitarbeiter in der herpetologischen Abteilung des American Museum of Natural History, die von Gladwyn Kingsley Noble geleitet wurde. Kauffeld begann als Assistent von Clifford H. Pope, aber nachdem dieser mit der Arbeit an seinem Buch über chinesische Reptilien begann, hatte Kauffeld die Verantwortung für die Reptiliensammlung. 
Trotz der Möglichkeiten, die ihm das Museum bot, war Kauffeld eher an lebenden Reptilien interessiert und nachdem der neugegründete Staten Island Zoo 1936 eine Kuratorenstelle für Reptilien ausschrieb, nahm Kauffeld diese an. In der Hälfte des Zoos wurden Reptilien gehalten, was für ihn eine attraktive Herausforderung war. Er baute eine der größten Sammlungen lebender Reptilien in den Vereinigten Staaten auf, wovon die Klapperschlangensammlung die bedeutendste war, da sie alle zu der Zeit bekannten nordamerikanischen Taxa enthielt. 
Kauffeld führte neue Techniken für die Haltung von Reptilien in Gefangenschaft ein, darunter zur Käfighygiene, zur Geruchsbeeinflussung bei der Fütterung von hartnäckigen Schlangen, die Verwendung von ultravioletten Licht sowie Feuchtigkeitsregelungen. Bei der Entwicklung neuer Techniken zur Bekämpfung von Krankheiten kam ihm sein Dienst als Techniker beim United States Army Medical Corps zugute. Hinsichtlich der Langlebigkeit bestimmter Schlangenarten erzielte Kauffeld Rekorde, die lange Zeit ungebrochen waren. Kauffeld war ein populärer Erzähler, der zahlreiche Radio- und Fernsehauftritte hatte. Ferner gab er regelmäßig Vorträge für Studenten im Wagner College in Staten island.
Kauffelds Bibliographie umfasst mehr als 200 Titel, wovon die meisten populärwissenschaftlicher oder halbwissenschaftlicher Natur sind. Er schrieb drei Bücher, darunter 1937 das Werk Snakes and their Ways in Zusammenarbeit mit Charles Howard Curran, 1957 das Buch Snakes and Snake Hunting und 1969 das Werk Snakes: The Keeper and the Kept. Die Bücher basieren auf Kauffelds eigener Feldarbeit und seinen Zooerfahrungen. Seine Exkursionen führten in nach Pine Barrens in New Jersey, an den Lake Okeechobee in Florida, in die Canyons der Huachuca Mountains in Arizona, in das Dutchess County im Bundesstaat New York sowie nach Okeetee im südlichsten South Carolina.
Kauffeld wurde von Umweltschützern wegen der genauen Ortsbeschreibungen günstiger Reptilien-Fundstellen immer wieder stark kritisiert, weil übereifrige Sammler diese Orte teilweise zerstörten. Seine Reputation im Zoo war hingegen positiv. Mehrere seiner ehemaligen Mitarbeiter, die alle von ihm ausgebildet wurden, gingen später als Kuratoren zu großen amerikanischen Zoos, darunter Louis Pistoia, William H. Summerville, John E. Werler, Robert T. Zappalorti und David Zucconi. Kauffeld leitete die Staten Island Herpetological Society, die einen Anreiz für viele junge Amateure aus New York bot, Herpetologie zu studieren. Darunter befanden sich William D. Degenhardt, Richard Highton und der deutschstämmige Carl Gans, der einen großen Einfluss auf spätere Herpetologen-Generationen ausübte. 1948 lehnte Kauffeld die Leitung des Milwaukee Zoos ab, stattdessen wurde er 1963 Direktor des Staten Island Zoos. Diesen Posten hatte er bis 1973 inne.
Gemeinsam mit Howard K. Gloyd beschrieb Kauffeld 1940 die Klapperschlangenart Crotalus totonacus aus Mexiko.

## Dedikationsnamen
2014 wurde die Leopardfroschart Lithobates kauffeldi zu Ehren von Carl Kauffeld benannt, die in Staten Island entdeckt wurde.